# Pseudonympha machacha
Pseudonympha machacha är en fjärilsart som beskrevs av Riley 1938. Pseudonympha machacha ingår i släktet Pseudonympha och familjen praktfjärilar. Inga underarter finns listade.